# دورة الحديد
في علم البيئة أو علوم الأرض (العلوم الجيولوجية)، دورة الحديد (Fe) هي الدورة الحيوية الجيولوجية الكيميائية (البيوجيوكيميائية) للحديد خلال التضاريس الأرضية (شكل الأرض)، والغلاف الجوي، والمحيطات. كما أن دورة الحديد تؤثر على ترسب الغبار والتوافر الحيوي (أو البيولوجي) للحديد في الهباء الجوي أو الضبوب.

توصف بإختصار دورة الحديد في البيئة

## نظرة عامة
يتراوح الحديد في التأكسد من -2 إلى+7؛ ومع ذلك، في القشرة الأرضية يكون في الغالب +2 (ثنائي) أو +3 (ثلاثي). ويشيراستمرار تأكسد الحديد بين الثنائي (+2) والثلاثي (+3) بشكل دوري إلى دورة الحديد. كما أن هذه العملية قد تكون غير حيوية بشكل تام أو تسهلها الكائنات الحية الدقيقة، وتشمل بعض الأمثلة كالصدأ من المعادن الحاملة للحديد ( وفي هذه الحالة الـ +2 Fe يتأكسد بشكل غير حيوي إلى +3 Fe ) بواسطة الأوكسجين (O2 )، واختزال غير حيوي من +3 Fe إلى +2 Fe بواسطة معادن كبريتيد الحديد.
كما أنه بمقدور الكائنات الحية الدقيقة كذلك تسهيل دورة الحديد؛ كالبكتيريا المؤكسدة للحديد، والتي يمكن أن تتأكسد من +2 Fe إلى +3 Fe، واستخراج إلكترون واحد في عملية الحصول على الطاقة. ويمكن للبكتيريا المختزلة للحديد اختزال الـ +3 Fe ليعود إلى +2 Fe من خلال الاستفادة منه كمستقبل للإلكترون.
يعد الحديد من العناصر الهامة على الأرض، والرابع من حيث الوفرة بالقشرة الأرضية، كما أنه عامل مرافق أساسي في العديد من الإنزيمات الحيوية؛ نظرًا للتفاعل العالي من +2 Fe مع الأوكسجين وانخفاض الذائبية لل +3 Fe، وهو المادة الغذائية المحددة للعوالق النباتية، والمنتج الرئيسي لعملية البناء الضوئي في المحيط. وهكذا، فإن دورة الحديد ترتبط ارتباطا وثيقًا بدورة العناصر الحيوية الأخرى الهامة.

## تاريخ دورة الصخور على الأرض
في أوائل الأرض، عندما كانت مستويات الأكسجين في الغلاف الجوي 0.001٪ من تلك الموجودة اليوم، كان يعتقد أن الحديد الذائب كان أكثر وفرة في المحيطات، وبالتالي توافر حيوي أكثر لحياة الكائنات الحية الدقيقة التي كانت موجودة في تلك الحقبة.
وفي الوقت الحالي، قبل بدء عملية البناء الضوئي الأكسجيني، قد تهيمن على الإنتاج الأولي من قبل كائن ضوئي غيري التغذية، والذي من شأنه الحصول على الطاقة من أشعة الشمس، واستخدام الإلكترونات من +2 Fe لحل الكربون.